# Юстіс (Небраска)
Юстіс (англ. Eustis) — селище (англ. village) в США, в окрузі Фронтьєр штату Небраска. Населення — 389 осіб (2020).

## Географія
Юстіс розташований за координатами 40°39′52″ пн. ш. 100°1′46″ зх. д. / 40.66444° пн. ш. 100.02944° зх. д. (40.664527, -100.029551).  За даними Бюро перепису населення США в 2010 році селище мало площу 1,10 км², уся площа — суходіл.

## Демографія
Згідно з переписом 2010 року, у селищі мешкала 401 особа в 180 домогосподарствах у складі 118 родин. Густота населення становила 366 осіб/км².  Було 205 помешкань (187/км²).
Расовий склад населення:
| - 98,5 % — білих - 0,5 % — азіатів |

До двох чи більше рас належало 0,7 %. Частка іспаномовних становила 1,2 % від усіх жителів.
За віковим діапазоном населення розподілялося таким чином: 23,7 % — особи молодші 18 років, 55,4 % — особи у віці 18—64 років, 20,9 % — особи у віці 65 років та старші. Медіана віку мешканця становила 47,8 року. На 100 осіб жіночої статі у селищі припадало 100,5 чоловіків;  на 100 жінок у віці від 18 років та старших — 100,0 чоловіків також старших 18 років.
Середній дохід на одне домашнє господарство  становив 62 634 долари США (медіана — 53 438), а середній дохід на одну сім'ю — 75 003 долари (медіана — 62 500). Медіана доходів становила 48 000 доларів для чоловіків та 30 938 доларів для жінок. За межею бідності перебувало 14,1 % осіб, у тому числі 29,9 % дітей у віці до 18 років та 15,7 % осіб у віці 65 років та старших.
Цивільне працевлаштоване населення становило 187 осіб. Основні галузі зайнятості: освіта, охорона здоров'я та соціальна допомога — 27,8 %, сільське господарство, лісництво, риболовля — 15,0 %, виробництво — 12,3 %.